# فويلتا بورجوس للسيدات 2023
فويلتا بورجوس للسيدات 2023 هو سباق دراجات هوائية، وهو الموسم الثامن من فويلتا بورجوس للسيدات ‏، وأقيم خلال الفترة من 18 مايو 2023، وحتى 21 مايو 2023 ضمن سباقات طواف العالم للدراجات للسيدات 2023، وشارك فيه  127 متسابقاً ووصل إلى نهايته  100 متسابقاً.
فاز بالمركز الأول وفي تصنيف الجبال، وتصدر تصنيف طواف العالم ديمي فوليرينغ، وفاز بالمركز الثاني وفي ترتيب النقاط للشباب شيرين فان أنروي، وفاز بالمركز الثالث آشلي مولمان، وفاز في ترتيب النقاط لورينا ويبيس، وفاز في ترتيب الفرق كانيون–إس آر إيه إم ريسينغ 2023 ‏.

## الفرق
| فرق سيدات عالمية (11)- كانيون–إس آر إيه إم ريسينغ 2023 ‏ - EF Education–Tibco–SVB ‏ - FDJ–Suez ‏ - فريق كوجياس ميتلر لوك برو للدراجات ‏ - ليف ريسينغ ‏ - موفيستار للسيدات ‏ - إس دي وركس 2023 ‏ - Lidl–Trek (women's team) ‏ - Liv AlUla Jayco ‏ - يو أي أيه تيم 2023 ‏ - فريق أونو إكس برو للدراجات للسيدات 2023 ‏ فرق دراجات قارية سيدات (11)- إن إكس تي جي ريسينغ ‏ - بيزكايا دورانجو ‏ - بيبينك ‏ - Cofidis Women Team ‏ - Colombia Potencia de la Vida–Strongman Femenino ‏ - ريو مييرا - كانتابريا ديبورتي ‏ - انيكات سايكلنج تيم ‏ - فرتو-بي تي سي ‏ - لابورال كوتكسا-فونداسيون يوسكادي 2023 ‏ - دروبز ‏ - ماسي تكتيك تيم للسيدات ‏ |  |
| |  |

## المراحل
| قائمة المراحل | قائمة المراحل | قائمة المراحل                      | قائمة المراحل | قائمة المراحل | قائمة المراحل   | قائمة المراحل |
| المرحلة       | التاريخ       | الدورة                             |               | المسافة (كم)  | الفائز بالمرحلة | القائد العام  |
| ------------- | ------------- | ---------------------------------- | ------------- | ------------- | --------------- | ------------- |
| المرحلة 1     | 18 مايو       | كوينتاناورتوينو – ميداينا دي بومار | مرحلة التلال  | 115٫6         | لورينا ويبيس    | لورينا ويبيس  |
| المرحلة 2     | 19 مايو       | سوتريسغودو – ليرما                 | مرحلة التلال  | 118٫9         | ديمي فوليرينغ   | لورينا ويبيس  |
| المرحلة 3     | 20 مايو       | كاليرويغا – أراندا دي دويرو        | مرحلة مستوية  | 112٫7         | لورينا ويبيس    | لورينا ويبيس  |
| المرحلة 4     | 21 مايو       | توردومار – lakes of Neila ‏         | مرحلة جبلية   | 121٫5         | ديمي فوليرينغ   | ديمي فوليرينغ |

## النتيجة

### مرحلة 1
هي مرحلة جبلية، أقيمت في 18 مايو 2023، وامتدّت لمسافة 115.6 كيلومتر. فاز بالمركز الأول، وتصدر ترتيب النقاط وترتيب النقاط للشباب والترتيب العام في نهاية المرحلة لورينا ويبيس، وتصدر ترتيب التسلق ثريا بالادين، وتصدر ترتيب الفرق إس دي وركس 2023 ‏.
| التصنيف العام | التصنيف العام       | التصنيف العام                       | التصنيف العام | التصنيف العام |
| المتسابقة     | المتسابقة           | الفريق                              | الوقت         |               |
| ------------- | ------------------- | ----------------------------------- | ------------- | ------------- |
| 1             | لورينا ويبيس        | إس دي وركس ‏                         | 3 س 09 د 47 ث |               |
| 2             | إليسا بالسامو       | Lidl–Trek (women's team) ‏           | + 4 ث         |               |
| 3             | كلو ديجيرت          | كانيون–إس آر إيه إم ‏                | + 6 ث         |               |
| 4             | ثريا بالادين        | كانيون–إس آر إيه إم ‏                | + 7 ث         |               |
| 5             | سيسيلي أوتوب لودفيغ | FDJ–Suez ‏                           | + 8 ث         |               |
| 6             | شيرين فان أنروي     | Lidl–Trek (women's team) ‏           | + 9 ث         |               |
| 7             | كيارا كونسوني       | يو أي أيه تيم ‏                      | + 10 ث        |               |
| 8             | تمارا بالابولينا ‏   | فريق كوجياس ميتلر لوك برو للدراجات ‏ | + 10 ث        |               |
| 9             | Alba Teruel Ribes ‏  | لابورال كوتكسا فونداسيون يوسكادي ‏   | + 10 ث        |               |
| 10            | Tereza Neumanová ‏   | ليف ريسينغ ‏                         | + 10 ث        |               |
|               |                     |                                     |               |               |
|               |                     |                                     |               |               |

### مرحلة 2
هي مرحلة جبلية، أقيمت في 19 مايو 2023، وامتدّت لمسافة 118.9 كيلومتر. فاز بالمركز الأول ديمي فوليرينغ، وتصدر ترتيب الفرق إس دي وركس 2023 ‏، وتصدر ترتيب التسلق ثريا بالادين، وتصدر الترتيب العام في نهاية المرحلة وترتيب النقاط للشباب لورينا ويبيس، وتصدر ترتيب النقاط كلو ديجيرت.
| التصنيف العام | التصنيف العام             | التصنيف العام                       | التصنيف العام | التصنيف العام |
| المتسابقة     | المتسابقة                 | الفريق                              | الوقت         |               |
| ------------- | ------------------------- | ----------------------------------- | ------------- | ------------- |
| 1             | لورينا ويبيس              | إس دي وركس ‏                         | 5 س 45 د 07 ث |               |
| 2             | كلو ديجيرت                | كانيون–إس آر إيه إم ‏                | + 4 ث         |               |
| 3             | ديمي فوليرينغ             | إس دي وركس ‏                         | + 4 ث         |               |
| 4             | إليسا بالسامو             | Lidl–Trek (women's team) ‏           | + 15 ث        |               |
| 5             | ثريا بالادين              | كانيون–إس آر إيه إم ‏                | + 19 ث        |               |
| 6             | تمارا بالابولينا ‏         | فريق كوجياس ميتلر لوك برو للدراجات ‏ | + 21 ث        |               |
| 7             | شيرين فان أنروي           | Lidl–Trek (women's team) ‏           | + 21 ث        |               |
| 8             | آشلي مولمان               | إن إكس تي جي ريسينغ ‏                | + 25 ث        |               |
| 9             | مارلين رويسر              | إس دي وركس ‏                         | + 34 ث        |               |
| 10            | Agnieszka Skalniak-Sójka ‏ | كانيون–إس آر إيه إم ‏                | + 40 ث        |               |
|               |                           |                                     |               |               |
|               |                           |                                     |               |               |

### مرحلة 3
هي مرحلة مستوية، أقيمت في 20 مايو 2023، وامتدّت لمسافة 112.7 كيلومتر. فاز بالمركز الأول، وتصدر ترتيب النقاط وترتيب النقاط للشباب والترتيب العام في نهاية المرحلة لورينا ويبيس، وتصدر ترتيب التسلق ثريا بالادين، وتصدر ترتيب الفرق إس دي وركس 2023 ‏.
| التصنيف العام | التصنيف العام             | التصنيف العام                       | التصنيف العام | التصنيف العام |
| المتسابقة     | المتسابقة                 | الفريق                              | الوقت         |               |
| ------------- | ------------------------- | ----------------------------------- | ------------- | ------------- |
| 1             | لورينا ويبيس              | إس دي وركس ‏                         | 8 س 22 د 00 ث |               |
| 2             | كلو ديجيرت                | كانيون–إس آر إيه إم ‏                | + 14 ث        |               |
| 3             | ديمي فوليرينغ             | إس دي وركس ‏                         | + 14 ث        |               |
| 4             | إليسا بالسامو             | Lidl–Trek (women's team) ‏           | + 19 ث        |               |
| 5             | ثريا بالادين              | كانيون–إس آر إيه إم ‏                | + 29 ث        |               |
| 6             | تمارا بالابولينا ‏         | فريق كوجياس ميتلر لوك برو للدراجات ‏ | + 31 ث        |               |
| 7             | شيرين فان أنروي           | Lidl–Trek (women's team) ‏           | + 31 ث        |               |
| 8             | آشلي مولمان               | إن إكس تي جي ريسينغ ‏                | + 35 ث        |               |
| 9             | مارلين رويسر              | إس دي وركس ‏                         | + 44 ث        |               |
| 10            | Agnieszka Skalniak-Sójka ‏ | كانيون–إس آر إيه إم ‏                | + 50 ث        |               |
|               |                           |                                     |               |               |
|               |                           |                                     |               |               |

### مرحلة 4
هي مرحلة جبلية، أقيمت في 21 مايو 2023، وامتدّت لمسافة 121.5 كيلومتر. فاز بالمركز الأول، وتصدر الترتيب العام في نهاية المرحلة ديمي فوليرينغ.
| التصنيف العام | التصنيف العام             | التصنيف العام                       | التصنيف العام  | التصنيف العام |
| المتسابقة     | المتسابقة                 | الفريق                              | الوقت          |               |
| ------------- | ------------------------- | ----------------------------------- | -------------- | ------------- |
| 1             | ديمي فوليرينغ             | إس دي وركس ‏                         | 11 س 46 د 12 ث |               |
| 2             | شيرين فان أنروي           | Lidl–Trek (women's team) ‏           | + 2 د 07 ث     |               |
| 3             | آشلي مولمان               | إن إكس تي جي ريسينغ ‏                | + 2 د 11 ث     |               |
| 4             | كلو ديجيرت                | كانيون–إس آر إيه إم ‏                | + 2 د 43 ث     |               |
| 5             | مارلين رويسر              | إس دي وركس ‏                         | + 3 د 09 ث     |               |
| 6             | Agnieszka Skalniak-Sójka ‏ | كانيون–إس آر إيه إم ‏                | + 3 د 21 ث     |               |
| 7             | تمارا بالابولينا ‏         | فريق كوجياس ميتلر لوك برو للدراجات ‏ | + 3 د 48 ث     |               |
| 8             | ثريا بالادين              | كانيون–إس آر إيه إم ‏                | + 3 د 59 ث     |               |
| 9             | Silvia Persico ‏           | يو أي أيه تيم ‏                      | + 4 د 05 ث     |               |
| 10            | إيريكا ماجندي             | يو أي أيه تيم ‏                      | + 4 د 07 ث     |               |
|               |                           |                                     |                |               |
|               |                           |                                     |                |               |

## المشاركون
| موفيستار للسيدات ‏ MOV | موفيستار للسيدات ‏ MOV  | موفيستار للسيدات ‏ MOV |
| --------------------- | ---------------------- | --------------------- |
| م                     | عداء                   | مرتبة                 |
| 1                     | سارا مارتين            | 47                    |
| 2                     | Katrine Aalerud ‏       | 49                    |
| 3                     | أود بيانيك             | 50                    |
| 4                     | أليسيا غونزاليس بلانكو | 80                    |
| 5                     | شيلا جوتيريز           | 58                    |
| 6                     | Mareille Meijering ‏    | 20                    |

| إس دي وركس ‏ SDW | إس دي وركس ‏ SDW  | إس دي وركس ‏ SDW |
| --------------- | ---------------- | --------------- |
| م               | عداء             | مرتبة           |
| 11              | ديمي فوليرينغ    | 1               |
| 12              | Blanka Vas ‏      | 21              |
| 13              | مارلين رويسر     | 5               |
| 14              | لورينا ويبيس     | 35              |
| 16              | Marie Schreiber ‏ | 53              |

| FDJ–Suez ‏ FST | FDJ–Suez ‏ FST       | FDJ–Suez ‏ FST |
| ------------- | ------------------- | ------------- |
| م             | عداء                | مرتبة         |
| 21            | سيسيلي أوتوب لودفيغ | 11            |
| 22            | Clara Copponi ‏      | 45            |
| 23            | غريس براون          | 23            |
| 24            | أوجيني دوفال        | 64            |
| 25            | Marie Le Net ‏       | 46            |
| 26            | جادي فيل            | 44            |

| ليف ريسينغ ‏ LIV | ليف ريسينغ ‏ LIV     | ليف ريسينغ ‏ LIV |
| --------------- | ------------------- | --------------- |
| م               | عداء                | مرتبة           |
| 31              | Caroline Andersson ‏ | 71              |
| 32              | Tereza Neumanová ‏   | 52              |
| 33              | Ayesha McGowan ‏     | 90              |
| 34              | Marta Jaskulska ‏    | 32              |
| 35              | Valerie Demey ‏      | 29              |
| 36              | إيفا بورمان         | 94              |

| كانيون–إس آر إيه إم ‏ CSR | كانيون–إس آر إيه إم ‏ CSR  | كانيون–إس آر إيه إم ‏ CSR |
| ------------------------ | ------------------------- | ------------------------ |
| م                        | عداء                      | مرتبة                    |
| 41                       | كلو ديجيرت                | 4                        |
| 42                       | ثريا بالادين              | 8                        |
| 43                       | Alex Morrice ‏             | لم يكمل السباق           |
| 44                       | سارة روي                  | 57                       |
| 45                       | Agnieszka Skalniak-Sójka ‏ | 6                        |

| فريق كوجياس ميتلر لوك برو للدراجات ‏ CGS | فريق كوجياس ميتلر لوك برو للدراجات ‏ CGS | فريق كوجياس ميتلر لوك برو للدراجات ‏ CGS |
| --------------------------------------- | --------------------------------------- | --------------------------------------- |
| م                                       | عداء                                    | مرتبة                                   |
| 51                                      | Claire Steels ‏                          | 15                                      |
| 52                                      | تمارا بالابولينا ‏                       | 7                                       |
| 53                                      | إيلينا بيروني                           | لم يكمل السباق                          |
| 54                                      | Elizabeth Stannard ‏                     | 26                                      |
| 55                                      | Silvia Magri ‏                           | 91                                      |
| 56                                      | Lara Vieceli ‏                           | 99                                      |

| يو أي أيه تيم ‏ UAD | يو أي أيه تيم ‏ UAD | يو أي أيه تيم ‏ UAD |
| ------------------ | ------------------ | ------------------ |
| م                  | عداء               | مرتبة              |
| 61                 | Silvia Persico ‏    | 9                  |
| 62                 | Laura Tomasi ‏      | 75                 |
| 63                 | كيارا كونسوني      | لم يكمل السباق     |
| 64                 | Karolina Kumięga ‏  | 39                 |
| 65                 | صوفيا بيرتيزولو    | 54                 |
| 66                 | إيريكا ماجندي      | 10                 |

| فريق أونو إكس برو للدراجات للسيدات ‏ UXT | فريق أونو إكس برو للدراجات للسيدات ‏ UXT | فريق أونو إكس برو للدراجات للسيدات ‏ UXT |
| --------------------------------------- | --------------------------------------- | --------------------------------------- |
| م                                       | عداء                                    | مرتبة                                   |
| 71                                      | سوزان أندرسن                            | 72                                      |
| 72                                      | إلينور باركر                            | 38                                      |
| 73                                      | Marte Berg Edseth ‏                      | 24                                      |
| 74                                      | أنوسكا كوستر                            | 55                                      |
| 75                                      | Mie Bjørndal Ottestad ‏                  | 25                                      |
| 76                                      | Wilma Olausson ‏                         | لم يكمل السباق                          |

| EF Education–Tibco–SVB ‏ TIB | EF Education–Tibco–SVB ‏ TIB | EF Education–Tibco–SVB ‏ TIB |
| --------------------------- | --------------------------- | --------------------------- |
| م                           | عداء                        | مرتبة                       |
| 81                          | أليسون جاكسون               | 31                          |
| 82                          | Kathrin Hammes ‏             | 34                          |
| 83                          | Zoe Bäckstedt ‏              | لم يكمل السباق              |
| 84                          | Magdeleine Vallieres ‏       | 88                          |
| 85                          | Femke Beuling ‏              | 98                          |
| 86                          | Letizia Borghesi ‏           | 42                          |

| Lidl–Trek (women's team) ‏ TFS | Lidl–Trek (women's team) ‏ TFS | Lidl–Trek (women's team) ‏ TFS |
| ----------------------------- | ----------------------------- | ----------------------------- |
| م                             | عداء                          | مرتبة                         |
| 91                            | إليسا بالسامو                 | 40                            |
| 92                            | لوسيندا براند                 | 17                            |
| 93                            | برودي شابمان                  | 16                            |
| 94                            | Lauretta Hanson ‏              | 56                            |
| 95                            | شيرين فان أنروي               | 2                             |
| 96                            | تايلر وايلز                   | 76                            |

| Liv AlUla Jayco ‏ BEX | Liv AlUla Jayco ‏ BEX | Liv AlUla Jayco ‏ BEX |
| -------------------- | -------------------- | -------------------- |
| م                    | عداء                 | مرتبة                |
| 101                  | Ingvild Gåskjenn ‏    | لم يكمل السباق       |
| 102                  | Alexandra Manly ‏     | 41                   |
| 103                  | أني سانستيبان        | 14                   |
| 104                  | Urška Žigart ‏        | 63                   |
| 105                  | ليتيزيا باتيرنوستر   | 77                   |
| 106                  | جيسيكا ألين          | 96                   |

| Colombia Potencia de la Vida–Strongman Femenino ‏ CTF | Colombia Potencia de la Vida–Strongman Femenino ‏ CTF | Colombia Potencia de la Vida–Strongman Femenino ‏ CTF |
| ---------------------------------------------------- | ---------------------------------------------------- | ---------------------------------------------------- |
| م                                                    | عداء                                                 | مرتبة                                                |
| 111                                                  | Jessenia Meneses ‏                                    | 61                                                   |
| 112                                                  | Lina Hernández ‏                                      | 70                                                   |
| 113                                                  | Estefanía Herrera ‏                                   | لم يكمل السباق                                       |
| 114                                                  | Maria Camila Atahualpa‏                               | لم يكمل السباق                                       |
| 115                                                  | Paula Carrasco‏                                       | 93                                                   |
| 116                                                  | Sara Moreno‏                                          | 66                                                   |

| بيبينك ‏ BPK | بيبينك ‏ BPK         | بيبينك ‏ BPK    |
| ----------- | ------------------- | -------------- |
| م           | عداء                | مرتبة          |
| 121         | Valentina Basilico ‏ | 95             |
| 122         | Nora Jenčušová ‏     | 65             |
| 123         | Silvia Zanardi ‏     | 48             |
| 124         | Giorgia Vettorello ‏ | 79             |
| 126         | Ziortza Isasi ‏      | لم يكمل السباق |

| إن إكس تي جي ريسينغ ‏ AGS | إن إكس تي جي ريسينغ ‏ AGS | إن إكس تي جي ريسينغ ‏ AGS |
| ------------------------ | ------------------------ | ------------------------ |
| م                        | عداء                     | مرتبة                    |
| 131                      | آشلي مولمان              | 3                        |
| 132                      | Mireia Benito ‏           | 27                       |
| 133                      | Justine Ghekiere ‏        | 13                       |
| 134                      | Lotta Henttala           | 92                       |
| 135                      | Gaia Masetti ‏            | 73                       |

| دروبز ‏ DRP | دروبز ‏ DRP          | دروبز ‏ DRP |
| ---------- | ------------------- | ---------- |
| م          | عداء                | مرتبة      |
| 141        | April Tacey ‏        | 78         |
| 142        | Maria Novolodskaya ‏ | 74         |
| 143        | Karin Söderqvist ‏   | 68         |
| 144        | NED                 | 37         |
| 146        | Ella Wyllie ‏        | 51         |

| Cofidis Women Team ‏ COF | Cofidis Women Team ‏ COF | Cofidis Women Team ‏ COF |
| ----------------------- | ----------------------- | ----------------------- |
| م                       | عداء                    | مرتبة                   |
| 151                     | Morgane Coston ‏         | 19                      |
| 152                     | Séverine Eraud ‏         | لم يكمل السباق          |
| 153                     | Špela Kern ‏             | 22                      |
| 154                     | كلارا كوبينبرج          | 12                      |
| 155                     | Rachel Neylan ‏          | 62                      |
| 156                     | Josie Talbot ‏           | 43                      |

| بيزكايا دورانجو ‏ BDP | بيزكايا دورانجو ‏ BDP   | بيزكايا دورانجو ‏ BDP |
| -------------------- | ---------------------- | -------------------- |
| م                    | عداء                   | مرتبة                |
| 161                  | Eukene Larrarte ‏       | 82                   |
| 162                  | Ana Vitória Magalhães ‏ | 83                   |
| 163                  | لوسيا غونزاليس بلانكو  | 33                   |
| 164                  | Catalina Soto ‏         | 86                   |
| 165                  | Sofia Rodríguez ‏       | 100                  |
| 166                  | Heïdi Gaugain ‏         | لم يكمل السباق       |

| لابورال كوتكسا فونداسيون يوسكادي ‏ LKF | لابورال كوتكسا فونداسيون يوسكادي ‏ LKF | لابورال كوتكسا فونداسيون يوسكادي ‏ LKF |
| ------------------------------------- | ------------------------------------- | ------------------------------------- |
| م                                     | عداء                                  | مرتبة                                 |
| 171                                   | Idoia Eraso ‏                          | لم يكمل السباق                        |
| 172                                   | Lija Laizāne                          | 84                                    |
| 173                                   | Usoa Ostolaza ‏                        | 18                                    |
| 174                                   | Nadia Quagliotto ‏                     | 36                                    |
| 175                                   | Debora Silvestri ‏                     | 59                                    |
| 176                                   | Alba Teruel Ribes ‏                    | لم يكمل السباق                        |

| ماسي تكتيك تيم للسيدات ‏ MAT | ماسي تكتيك تيم للسيدات ‏ MAT | ماسي تكتيك تيم للسيدات ‏ MAT |
| --------------------------- | --------------------------- | --------------------------- |
| م                           | عداء                        | مرتبة                       |
| 181                         | Aurela Nerlo ‏               | لم يكمل السباق              |
| 182                         | Cécile Lejeune ‏             | 81                          |
| 183                         | كورينا ليتشنر               | لم يكمل السباق              |
| 184                         | Valeria Valgonen ‏           | 30                          |
| 185                         | Adele Normand‏               | لم يكمل السباق              |
| 186                         | Vera Vilaca‏                 | 87                          |

| انيكات سايكلنج تيم ‏ EIC | انيكات سايكلنج تيم ‏ EIC | انيكات سايكلنج تيم ‏ EIC |
| ----------------------- | ----------------------- | ----------------------- |
| م                       | عداء                    | مرتبة                   |
| 191                     | Laura Ruiz Pérez ‏       | 89                      |
| 192                     | Lucia Ruiz Pérez ‏       | 60                      |
| 193                     | Carolina Vargas‏         | 67                      |
| 194                     | Andrea Alzate‏           | 28                      |
| 195                     | María Latriglia‏         | 85                      |
| 196                     | Claudia San Justo ‏      | لم يكمل السباق          |

| فرتو-بي تي سي ‏ FAR | فرتو-بي تي سي ‏ FAR       | فرتو-بي تي سي ‏ FAR |
| ------------------ | ------------------------ | ------------------ |
| م                  | عداء                     | مرتبة              |
| 201                | ميشيلا دراموند           | لم يكمل السباق     |
| 202                | أريادنا غوتيريز          | 69                 |
| 203                | Veronika Jandová ‏        | لم يكمل السباق     |
| 204                | Azulde Britz‏             | لم يكمل السباق     |
| 205                | Maria Del Pilar Jimenez ‏ | لم يكمل السباق     |
| 206                | POL                      | لم يكمل السباق     |

| ريو مييرا - كانتابريا ديبورتي ‏ RMC | ريو مييرا - كانتابريا ديبورتي ‏ RMC | ريو مييرا - كانتابريا ديبورتي ‏ RMC |
| ---------------------------------- | ---------------------------------- | ---------------------------------- |
| م                                  | عداء                               | مرتبة                              |
| 211                                | Susana Perez Conejero‏              | لم يكمل السباق                     |
| 212                                | Marina Garau Roca ‏                 | لم يكمل السباق                     |
| 213                                | Marta Beti‏                         | لم يكمل السباق                     |
| 214                                | Andrea Perez‏                       | 97                                 |
| 215                                | Natalia Serrano‏                    | لم يكمل السباق                     |
| 216                                | Mercedes Carmona Ramos‏             | لم يكمل السباق                     |

| موفيستار للسيدات ‏ MOV | موفيستار للسيدات ‏ MOV  | موفيستار للسيدات ‏ MOV |
| --------------------- | ---------------------- | --------------------- |
| م                     | عداء                   | مرتبة                 |
| 1                     | سارا مارتين            | 47                    |
| 2                     | Katrine Aalerud ‏       | 49                    |
| 3                     | أود بيانيك             | 50                    |
| 4                     | أليسيا غونزاليس بلانكو | 80                    |
| 5                     | شيلا جوتيريز           | 58                    |
| 6                     | Mareille Meijering ‏    | 20                    |

| إس دي وركس ‏ SDW | إس دي وركس ‏ SDW  | إس دي وركس ‏ SDW |
| --------------- | ---------------- | --------------- |
| م               | عداء             | مرتبة           |
| 11              | ديمي فوليرينغ    | 1               |
| 12              | Blanka Vas ‏      | 21              |
| 13              | مارلين رويسر     | 5               |
| 14              | لورينا ويبيس     | 35              |
| 16              | Marie Schreiber ‏ | 53              |

| FDJ–Suez ‏ FST | FDJ–Suez ‏ FST       | FDJ–Suez ‏ FST |
| ------------- | ------------------- | ------------- |
| م             | عداء                | مرتبة         |
| 21            | سيسيلي أوتوب لودفيغ | 11            |
| 22            | Clara Copponi ‏      | 45            |
| 23            | غريس براون          | 23            |
| 24            | أوجيني دوفال        | 64            |
| 25            | Marie Le Net ‏       | 46            |
| 26            | جادي فيل            | 44            |

| ليف ريسينغ ‏ LIV | ليف ريسينغ ‏ LIV     | ليف ريسينغ ‏ LIV |
| --------------- | ------------------- | --------------- |
| م               | عداء                | مرتبة           |
| 31              | Caroline Andersson ‏ | 71              |
| 32              | Tereza Neumanová ‏   | 52              |
| 33              | Ayesha McGowan ‏     | 90              |
| 34              | Marta Jaskulska ‏    | 32              |
| 35              | Valerie Demey ‏      | 29              |
| 36              | إيفا بورمان         | 94              |

| كانيون–إس آر إيه إم ‏ CSR | كانيون–إس آر إيه إم ‏ CSR  | كانيون–إس آر إيه إم ‏ CSR |
| ------------------------ | ------------------------- | ------------------------ |
| م                        | عداء                      | مرتبة                    |
| 41                       | كلو ديجيرت                | 4                        |
| 42                       | ثريا بالادين              | 8                        |
| 43                       | Alex Morrice ‏             | لم يكمل السباق           |
| 44                       | سارة روي                  | 57                       |
| 45                       | Agnieszka Skalniak-Sójka ‏ | 6                        |

| فريق كوجياس ميتلر لوك برو للدراجات ‏ CGS | فريق كوجياس ميتلر لوك برو للدراجات ‏ CGS | فريق كوجياس ميتلر لوك برو للدراجات ‏ CGS |
| --------------------------------------- | --------------------------------------- | --------------------------------------- |
| م                                       | عداء                                    | مرتبة                                   |
| 51                                      | Claire Steels ‏                          | 15                                      |
| 52                                      | تمارا بالابولينا ‏                       | 7                                       |
| 53                                      | إيلينا بيروني                           | لم يكمل السباق                          |
| 54                                      | Elizabeth Stannard ‏                     | 26                                      |
| 55                                      | Silvia Magri ‏                           | 91                                      |
| 56                                      | Lara Vieceli ‏                           | 99                                      |

| يو أي أيه تيم ‏ UAD | يو أي أيه تيم ‏ UAD | يو أي أيه تيم ‏ UAD |
| ------------------ | ------------------ | ------------------ |
| م                  | عداء               | مرتبة              |
| 61                 | Silvia Persico ‏    | 9                  |
| 62                 | Laura Tomasi ‏      | 75                 |
| 63                 | كيارا كونسوني      | لم يكمل السباق     |
| 64                 | Karolina Kumięga ‏  | 39                 |
| 65                 | صوفيا بيرتيزولو    | 54                 |
| 66                 | إيريكا ماجندي      | 10                 |

| فريق أونو إكس برو للدراجات للسيدات ‏ UXT | فريق أونو إكس برو للدراجات للسيدات ‏ UXT | فريق أونو إكس برو للدراجات للسيدات ‏ UXT |
| --------------------------------------- | --------------------------------------- | --------------------------------------- |
| م                                       | عداء                                    | مرتبة                                   |
| 71                                      | سوزان أندرسن                            | 72                                      |
| 72                                      | إلينور باركر                            | 38                                      |
| 73                                      | Marte Berg Edseth ‏                      | 24                                      |
| 74                                      | أنوسكا كوستر                            | 55                                      |
| 75                                      | Mie Bjørndal Ottestad ‏                  | 25                                      |
| 76                                      | Wilma Olausson ‏                         | لم يكمل السباق                          |

| EF Education–Tibco–SVB ‏ TIB | EF Education–Tibco–SVB ‏ TIB | EF Education–Tibco–SVB ‏ TIB |
| --------------------------- | --------------------------- | --------------------------- |
| م                           | عداء                        | مرتبة                       |
| 81                          | أليسون جاكسون               | 31                          |
| 82                          | Kathrin Hammes ‏             | 34                          |
| 83                          | Zoe Bäckstedt ‏              | لم يكمل السباق              |
| 84                          | Magdeleine Vallieres ‏       | 88                          |
| 85                          | Femke Beuling ‏              | 98                          |
| 86                          | Letizia Borghesi ‏           | 42                          |

| Lidl–Trek (women's team) ‏ TFS | Lidl–Trek (women's team) ‏ TFS | Lidl–Trek (women's team) ‏ TFS |
| ----------------------------- | ----------------------------- | ----------------------------- |
| م                             | عداء                          | مرتبة                         |
| 91                            | إليسا بالسامو                 | 40                            |
| 92                            | لوسيندا براند                 | 17                            |
| 93                            | برودي شابمان                  | 16                            |
| 94                            | Lauretta Hanson ‏              | 56                            |
| 95                            | شيرين فان أنروي               | 2                             |
| 96                            | تايلر وايلز                   | 76                            |

| Liv AlUla Jayco ‏ BEX | Liv AlUla Jayco ‏ BEX | Liv AlUla Jayco ‏ BEX |
| -------------------- | -------------------- | -------------------- |
| م                    | عداء                 | مرتبة                |
| 101                  | Ingvild Gåskjenn ‏    | لم يكمل السباق       |
| 102                  | Alexandra Manly ‏     | 41                   |
| 103                  | أني سانستيبان        | 14                   |
| 104                  | Urška Žigart ‏        | 63                   |
| 105                  | ليتيزيا باتيرنوستر   | 77                   |
| 106                  | جيسيكا ألين          | 96                   |

| Colombia Potencia de la Vida–Strongman Femenino ‏ CTF | Colombia Potencia de la Vida–Strongman Femenino ‏ CTF | Colombia Potencia de la Vida–Strongman Femenino ‏ CTF |
| ---------------------------------------------------- | ---------------------------------------------------- | ---------------------------------------------------- |
| م                                                    | عداء                                                 | مرتبة                                                |
| 111                                                  | Jessenia Meneses ‏                                    | 61                                                   |
| 112                                                  | Lina Hernández ‏                                      | 70                                                   |
| 113                                                  | Estefanía Herrera ‏                                   | لم يكمل السباق                                       |
| 114                                                  | Maria Camila Atahualpa‏                               | لم يكمل السباق                                       |
| 115                                                  | Paula Carrasco‏                                       | 93                                                   |
| 116                                                  | Sara Moreno‏                                          | 66                                                   |

| بيبينك ‏ BPK | بيبينك ‏ BPK         | بيبينك ‏ BPK    |
| ----------- | ------------------- | -------------- |
| م           | عداء                | مرتبة          |
| 121         | Valentina Basilico ‏ | 95             |
| 122         | Nora Jenčušová ‏     | 65             |
| 123         | Silvia Zanardi ‏     | 48             |
| 124         | Giorgia Vettorello ‏ | 79             |
| 126         | Ziortza Isasi ‏      | لم يكمل السباق |

| إن إكس تي جي ريسينغ ‏ AGS | إن إكس تي جي ريسينغ ‏ AGS | إن إكس تي جي ريسينغ ‏ AGS |
| ------------------------ | ------------------------ | ------------------------ |
| م                        | عداء                     | مرتبة                    |
| 131                      | آشلي مولمان              | 3                        |
| 132                      | Mireia Benito ‏           | 27                       |
| 133                      | Justine Ghekiere ‏        | 13                       |
| 134                      | Lotta Henttala           | 92                       |
| 135                      | Gaia Masetti ‏            | 73                       |

| دروبز ‏ DRP | دروبز ‏ DRP          | دروبز ‏ DRP |
| ---------- | ------------------- | ---------- |
| م          | عداء                | مرتبة      |
| 141        | April Tacey ‏        | 78         |
| 142        | Maria Novolodskaya ‏ | 74         |
| 143        | Karin Söderqvist ‏   | 68         |
| 144        | NED                 | 37         |
| 146        | Ella Wyllie ‏        | 51         |

| Cofidis Women Team ‏ COF | Cofidis Women Team ‏ COF | Cofidis Women Team ‏ COF |
| ----------------------- | ----------------------- | ----------------------- |
| م                       | عداء                    | مرتبة                   |
| 151                     | Morgane Coston ‏         | 19                      |
| 152                     | Séverine Eraud ‏         | لم يكمل السباق          |
| 153                     | Špela Kern ‏             | 22                      |
| 154                     | كلارا كوبينبرج          | 12                      |
| 155                     | Rachel Neylan ‏          | 62                      |
| 156                     | Josie Talbot ‏           | 43                      |

| بيزكايا دورانجو ‏ BDP | بيزكايا دورانجو ‏ BDP   | بيزكايا دورانجو ‏ BDP |
| -------------------- | ---------------------- | -------------------- |
| م                    | عداء                   | مرتبة                |
| 161                  | Eukene Larrarte ‏       | 82                   |
| 162                  | Ana Vitória Magalhães ‏ | 83                   |
| 163                  | لوسيا غونزاليس بلانكو  | 33                   |
| 164                  | Catalina Soto ‏         | 86                   |
| 165                  | Sofia Rodríguez ‏       | 100                  |
| 166                  | Heïdi Gaugain ‏         | لم يكمل السباق       |

| لابورال كوتكسا فونداسيون يوسكادي ‏ LKF | لابورال كوتكسا فونداسيون يوسكادي ‏ LKF | لابورال كوتكسا فونداسيون يوسكادي ‏ LKF |
| ------------------------------------- | ------------------------------------- | ------------------------------------- |
| م                                     | عداء                                  | مرتبة                                 |
| 171                                   | Idoia Eraso ‏                          | لم يكمل السباق                        |
| 172                                   | Lija Laizāne                          | 84                                    |
| 173                                   | Usoa Ostolaza ‏                        | 18                                    |
| 174                                   | Nadia Quagliotto ‏                     | 36                                    |
| 175                                   | Debora Silvestri ‏                     | 59                                    |
| 176                                   | Alba Teruel Ribes ‏                    | لم يكمل السباق                        |

| ماسي تكتيك تيم للسيدات ‏ MAT | ماسي تكتيك تيم للسيدات ‏ MAT | ماسي تكتيك تيم للسيدات ‏ MAT |
| --------------------------- | --------------------------- | --------------------------- |
| م                           | عداء                        | مرتبة                       |
| 181                         | Aurela Nerlo ‏               | لم يكمل السباق              |
| 182                         | Cécile Lejeune ‏             | 81                          |
| 183                         | كورينا ليتشنر               | لم يكمل السباق              |
| 184                         | Valeria Valgonen ‏           | 30                          |
| 185                         | Adele Normand‏               | لم يكمل السباق              |
| 186                         | Vera Vilaca‏                 | 87                          |

| انيكات سايكلنج تيم ‏ EIC | انيكات سايكلنج تيم ‏ EIC | انيكات سايكلنج تيم ‏ EIC |
| ----------------------- | ----------------------- | ----------------------- |
| م                       | عداء                    | مرتبة                   |
| 191                     | Laura Ruiz Pérez ‏       | 89                      |
| 192                     | Lucia Ruiz Pérez ‏       | 60                      |
| 193                     | Carolina Vargas‏         | 67                      |
| 194                     | Andrea Alzate‏           | 28                      |
| 195                     | María Latriglia‏         | 85                      |
| 196                     | Claudia San Justo ‏      | لم يكمل السباق          |

| فرتو-بي تي سي ‏ FAR | فرتو-بي تي سي ‏ FAR       | فرتو-بي تي سي ‏ FAR |
| ------------------ | ------------------------ | ------------------ |
| م                  | عداء                     | مرتبة              |
| 201                | ميشيلا دراموند           | لم يكمل السباق     |
| 202                | أريادنا غوتيريز          | 69                 |
| 203                | Veronika Jandová ‏        | لم يكمل السباق     |
| 204                | Azulde Britz‏             | لم يكمل السباق     |
| 205                | Maria Del Pilar Jimenez ‏ | لم يكمل السباق     |
| 206                | POL                      | لم يكمل السباق     |

| ريو مييرا - كانتابريا ديبورتي ‏ RMC | ريو مييرا - كانتابريا ديبورتي ‏ RMC | ريو مييرا - كانتابريا ديبورتي ‏ RMC |
| ---------------------------------- | ---------------------------------- | ---------------------------------- |
| م                                  | عداء                               | مرتبة                              |
| 211                                | Susana Perez Conejero‏              | لم يكمل السباق                     |
| 212                                | Marina Garau Roca ‏                 | لم يكمل السباق                     |
| 213                                | Marta Beti‏                         | لم يكمل السباق                     |
| 214                                | Andrea Perez‏                       | 97                                 |
| 215                                | Natalia Serrano‏                    | لم يكمل السباق                     |
| 216                                | Mercedes Carmona Ramos‏             | لم يكمل السباق                     |

## التصنيف العام النهائي
| التصنيف العام | التصنيف العام             | التصنيف العام                       | التصنيف العام  | التصنيف العام |
| المتسابقة     | المتسابقة                 | الفريق                              | الوقت          |               |
| ------------- | ------------------------- | ----------------------------------- | -------------- | ------------- |
| 1             | ديمي فوليرينغ             | إس دي وركس ‏                         | 11 س 46 د 12 ث |               |
| 2             | شيرين فان أنروي           | Lidl–Trek (women's team) ‏           | + 2 د 07 ث     |               |
| 3             | آشلي مولمان               | إن إكس تي جي ريسينغ ‏                | + 2 د 11 ث     |               |
| 4             | كلو ديجيرت                | كانيون–إس آر إيه إم ‏                | + 2 د 43 ث     |               |
| 5             | مارلين رويسر              | إس دي وركس ‏                         | + 3 د 09 ث     |               |
| 6             | Agnieszka Skalniak-Sójka ‏ | كانيون–إس آر إيه إم ‏                | + 3 د 21 ث     |               |
| 7             | تمارا بالابولينا ‏         | فريق كوجياس ميتلر لوك برو للدراجات ‏ | + 3 د 48 ث     |               |
| 8             | ثريا بالادين              | كانيون–إس آر إيه إم ‏                | + 3 د 59 ث     |               |
| 9             | Silvia Persico ‏           | يو أي أيه تيم ‏                      | + 4 د 05 ث     |               |
| 10            | إيريكا ماجندي             | يو أي أيه تيم ‏                      | + 4 د 07 ث     |               |
|               |                           |                                     |                |               |
|               |                           |                                     |                |               |

### تصنيف النقاط
| تصنيف النقاط | تصنيف النقاط      | تصنيف النقاط                        | تصنيف النقاط | تصنيف النقاط |
| المتسابقة    | المتسابقة         | الفريق                              | النقاط       |              |
| ------------ | ----------------- | ----------------------------------- | ------------ | ------------ |
| 1            | لورينا ويبيس      | إس دي وركس ‏                         | 59 نقطة      |              |
| 2            | إليسا بالسامو     | Lidl–Trek (women's team) ‏           | 52 نقطة      |              |
| 3            | ديمي فوليرينغ     | إس دي وركس ‏                         | 50 نقطة      |              |
| 4            | كلو ديجيرت        | كانيون–إس آر إيه إم ‏                | 43 نقطة      |              |
| 5            | تمارا بالابولينا ‏ | فريق كوجياس ميتلر لوك برو للدراجات ‏ | 30 نقطة      |              |
| 6            | شيرين فان أنروي   | Lidl–Trek (women's team) ‏           | 24 نقطة      |              |
| 7            | آشلي مولمان       | إن إكس تي جي ريسينغ ‏                | 21 نقطة      |              |
| 8            | إيريكا ماجندي     | يو أي أيه تيم ‏                      | 20 نقطة      |              |
| 9            | Silvia Persico ‏   | يو أي أيه تيم ‏                      | 17 نقطة      |              |
| 10           | مارلين رويسر      | إس دي وركس ‏                         | 16 نقطة      |              |
|              |                   |                                     |              |              |
|              |                   |                                     |              |              |

### تصنيف الجبال
| تصنيف الجبال | تصنيف الجبال        | تصنيف الجبال              | تصنيف الجبال | تصنيف الجبال |
| المتسابقة    | المتسابقة           | الفريق                    | النقاط       |              |
| ------------ | ------------------- | ------------------------- | ------------ | ------------ |
| 1            | ديمي فوليرينغ       | إس دي وركس ‏               | 30 نقطة      |              |
| 2            | إيريكا ماجندي       | يو أي أيه تيم ‏            | 25 نقطة      |              |
| 3            | ثريا بالادين        | كانيون–إس آر إيه إم ‏      | 24 نقطة      |              |
| 4            | Silvia Persico ‏     | يو أي أيه تيم ‏            | 21 نقطة      |              |
| 5            | شيرين فان أنروي     | Lidl–Trek (women's team) ‏ | 16 نقطة      |              |
| 6            | آشلي مولمان         | إن إكس تي جي ريسينغ ‏      | 12 نقطة      |              |
| 7            | مارلين رويسر        | إس دي وركس ‏               | 11 نقطة      |              |
| 8            | سيسيلي أوتوب لودفيغ | FDJ–Suez ‏                 | 10 نقطة      |              |
| 9            | لورينا ويبيس        | إس دي وركس ‏               | 8 نقطة       |              |
| 10           | إليسا بالسامو       | Lidl–Trek (women's team) ‏ | 6 نقطة       |              |
|              |                     |                           |              |              |
|              |                     |                           |              |              |

## تصنيف الفرق

### الفرق حسب الوقت
| تصنيف الفرق حسب الوقت | تصنيف الفرق حسب الوقت     | تصنيف الفرق حسب الوقت | تصنيف الفرق حسب الوقت |
| الفريق                | الفريق                    | الوقت                 |                       |
| --------------------- | ------------------------- | --------------------- | --------------------- |
| 1                     | كانيون–إس آر إيه إم ‏      | 35 س 28 د 55 ث        |                       |
| 2                     | إس دي وركس ‏               | + 18 ث                |                       |
| 3                     | Lidl–Trek (women's team) ‏ | + 3 د 37 ث            |                       |
|                       |                           |                       |                       |
|                       |                           |                       |                       |

## تصانيف فرعية

### تصنيف أفضل شاب
| تصنيف أفضل شابة | تصنيف أفضل شابة   | تصنيف أفضل شابة           | تصنيف أفضل شابة | تصنيف أفضل شابة |
| المتسابقة       | المتسابقة         | الفريق                    | الوقت           |                 |
| --------------- | ----------------- | ------------------------- | --------------- | --------------- |
| 1               | شيرين فان أنروي   | Lidl–Trek (women's team) ‏ | 11 س 48 د 19 ث  |                 |
| 2               | Blanka Vas ‏       | إس دي وركس ‏               | + 5 د 27 ث      |                 |
| 3               | Valeria Valgonen ‏ | ماسي تكتيك تيم للسيدات ‏   | + 8 د 29 ث      |                 |
| 4               | Marta Jaskulska ‏  | ليف ريسينغ ‏               | + 9 د 16 ث      |                 |
| 5               | لورينا ويبيس      | إس دي وركس ‏               | + 10 د 30 ث     |                 |
| 6               | هولندا            | دروبز ‏                    | + 10 د 52 ث     |                 |
| 7               | Karolina Kumięga ‏ | يو أي أيه تيم ‏            | + 11 د 31 ث     |                 |
| 8               | جادي فيل          | FDJ–Suez ‏                 | + 13 د 30 ث     |                 |
| 9               | Clara Copponi ‏    | FDJ–Suez ‏                 | + 13 د 40 ث     |                 |
| 10              | Marie Le Net ‏     | FDJ–Suez ‏                 | + 13 د 44 ث     |                 |
|                 |                   |                           |                 |                 |
|                 |                   |                           |                 |                 |